# 背炙峠

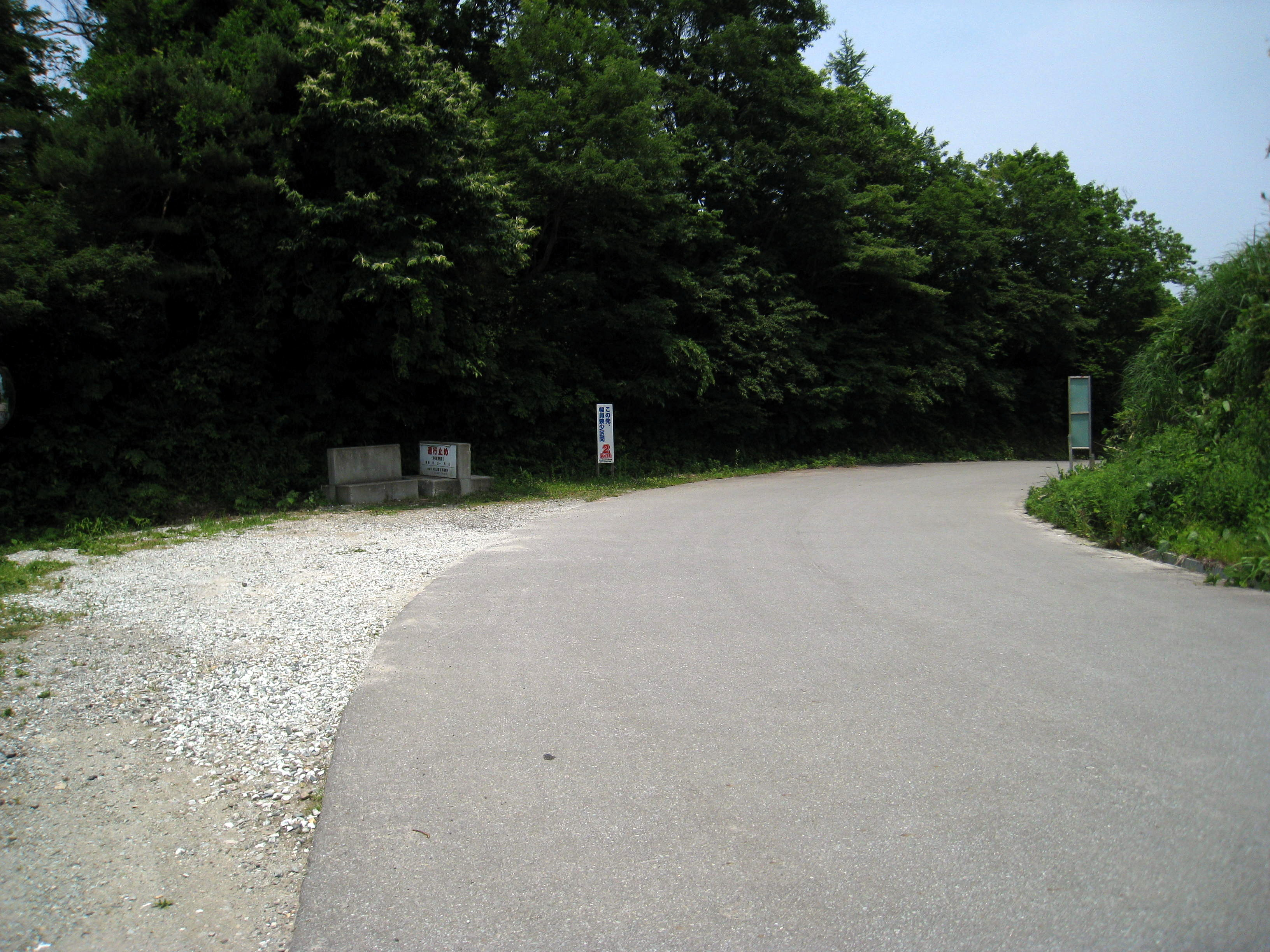
背炙峠頂部。峠名を表す標識は特にない

背炙峠（せあぶりとうげ）は、山形県尾花沢市と村山市を結ぶ峠である。標高371m。

## 概要
山形県道29号尾花沢関山線が走っている。大型車通行禁止で、冬季は通行止になる。尾花沢市延沢の住民が、古来より、このあたりの商業の中心地であった村山市楯岡まで、買い出しや出稼ぎに向かう道として使われた。楯岡から見て北東方向にある延沢を夜明け前に出発した旅人が、峠に差し掛かると背中に朝日を浴び、用事が終わって帰る途中に背中に夕日を浴びたことから、背炙峠と呼ばれるようになった。
全線を通してつづら折れが連続する典型的な山岳区間であり、断崖絶壁の区間も長い。1車線ほどの車のすれ違いが不可能な場所も存在する。その場合は、車のすれ違いのために、断崖絶壁に切られた九十九折の道を後進しなければならない。ただ、峠の頂上には2-3台程度車を止められるスペースがあり、村山市袖崎の水田地帯を眼下に望むことが出来る。
現在は道路整備が進んだため、延沢の住民も尾花沢市中心部を通り、国道13号経由で村山市方面に向かうため、交通量はそれほど多くない。銀山温泉など尾花沢市東部から村山市以南にカーナビで経路検索を行うと、距離が短い背炙峠経由のルートを案内される。

## 峠の歴史
現在の峠は自動車が通行する県道29号線にあるが、人馬だけが通っていた時代の峠は、現在とはまるっきり違うルート上にある。そのころは、背炙り峠（せあぶりとうげ）ではなく、背中炙り峠（せなかあぶりとうげ）と呼ばれていた。江戸時代中期の古文書（正徳四年　畑沢村高反別村差出明細帳）では「せなかあふり峠」、江戸時代後期の古文書（嘉永六年　背中炙峠一件返答書）では「背中あぶり峠」と記されている。また、地域の古い人も「せなかあぶり」と呼ぶことが多かった。
　この峠は歴史的に重要な役割を果たしてきた。古代から明治初めまで、宮城県側から山形方面への重要ルート上にあったと言われている。宮城県の軽井沢峠から山形県側に入り、上の畑、六沢、延沢、畑沢を通ってこの峠を越え、さらに山沿いに中沢、新山、湯沢を通って楯岡へ続いていた。やがて、15世紀中ごろから今の銀山温泉の近くで大規模な金・銀の採掘が行われてからは、金・銀の主要な搬送路としてこの峠が使われた。逆に鉱山へは推定2万人が消費する食糧などの日用品もこの古道で運ばれた。
　しかし、全国でも屈指の鉱山も17世紀の半ばを過ぎると衰退してしまうが、今度は出羽三山への参詣路として使われるようになり、奥羽地方だけでなく関東地方からも盛んに参詣者が通行した。江戸時代には宿駅制度が始まったが、背中炙り峠を越える道はそのルートには選ばれなかった。それでも背中炙り峠越えが盛んに行われた。しかし、江戸時代の後期になると、ついに宿駅制度の疲労が顕著になり、羽州街道の宿駅と、背中炙り峠を利用する地域の間とで摩擦が生じ、「背中炙峠一件」と言われる代官所での訴訟になった。

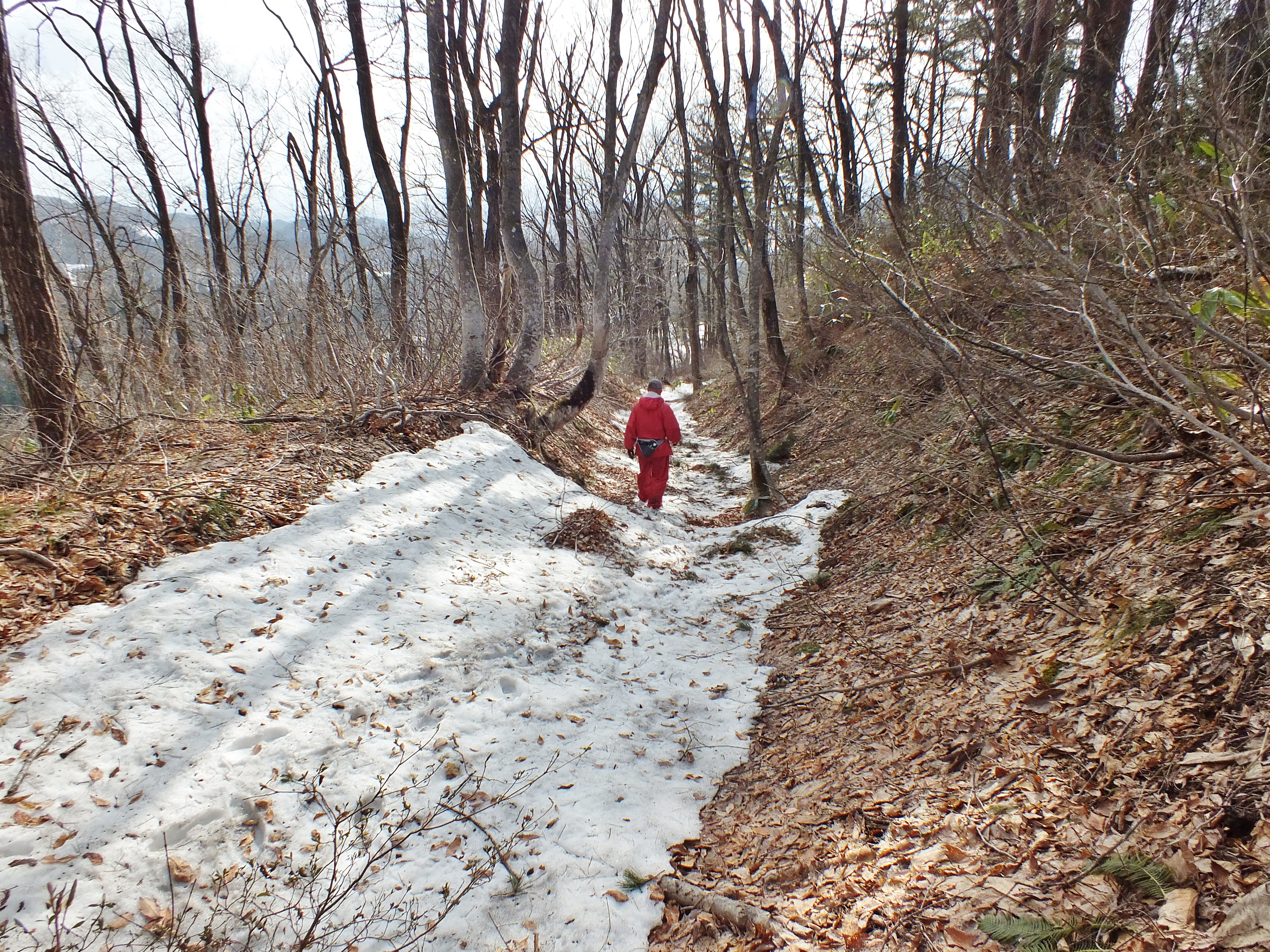
今でもU字型に大きく凹んだ古道の跡がある。

　現在の古道は一部を除いて通れなくなっているが、それでもはっきりした道の形を残している。人馬が通る道の巾は2mほどで、道の両脇を含めた横断面がU字型に深く窪んでいる。千年間以上も使われた古道に相応しい。古道の峠（背中炙り峠）は、現在の自動車が通る峠（背炙り峠）から南南東の方向へ約500m、標高は430mに位置している。古道は、全般的には尾根上に作られているが、峠に隣接している一部の場所だけは例外で、緩やかな尾根を避けて急斜面の岩盤を削って作られている。その例外となっている尾根には、16世紀半ばから17世紀の初めまで一帯を支配していた野辺沢氏の楯があった。楯を作ってまで守る重要な峠であったようだ。

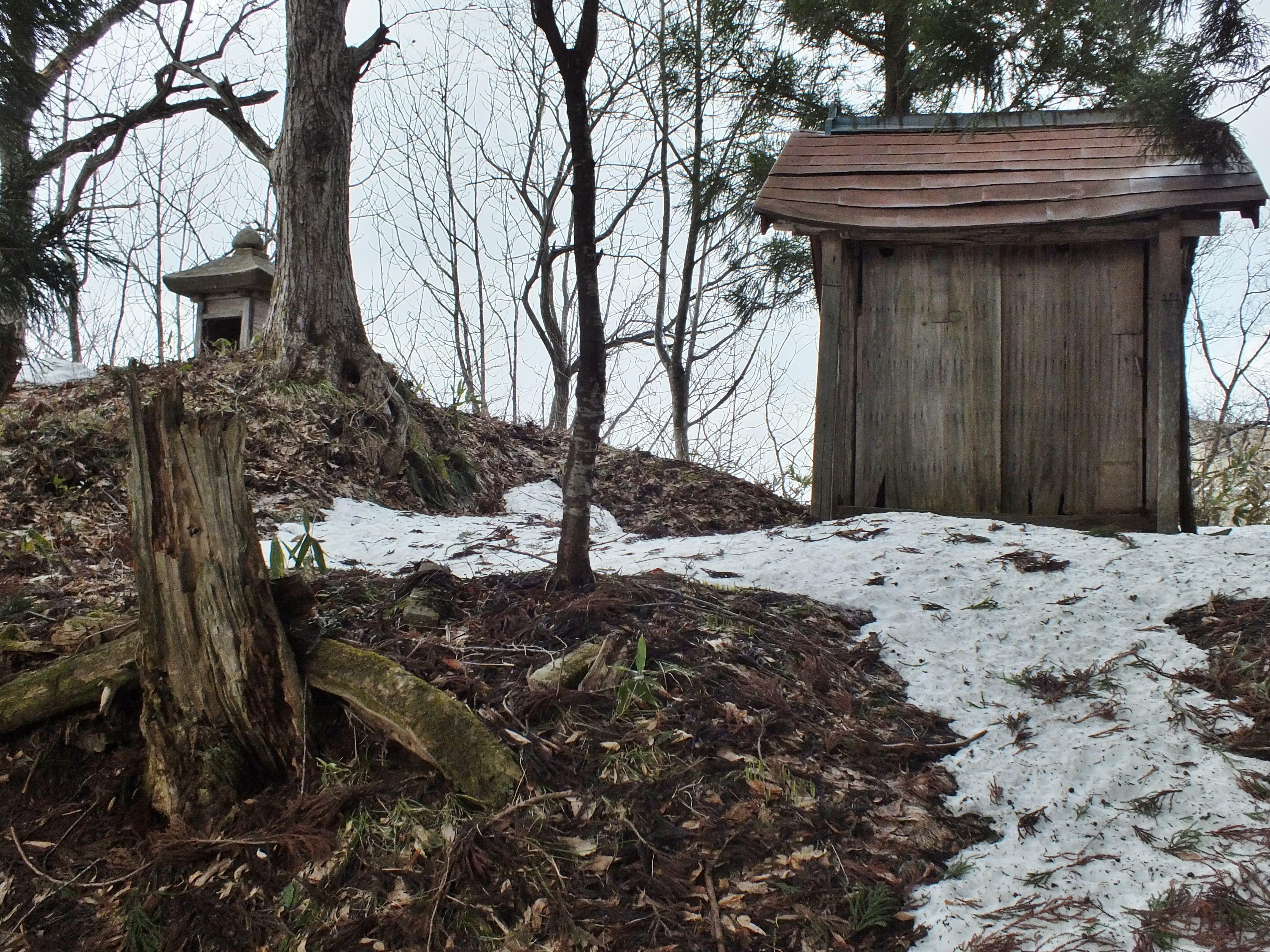
背中炙り峠には、万年堂、姥地蔵堂等が静かに佇んでいる。

　背中炙り峠には、姥地蔵堂、大きな湯殿山、大日堂、山の神の石仏を見ることができる。古道が盛んに使われていた時代は、地蔵堂が休憩場所になっていた。峠を少し西側へ下ると、旅人の渇きを癒した「弘法清水」が、湧出している。
　古道が盛んに使われていた時に、峠の麓にある尾花沢市及び村山市側の集落は、峠越えの荷駄運搬の基地になっていた。今でも、他の地域に比して特別に多い石仏が現存している。江戸時代に造立したと思われる六面幢、一字一石供養塔、馬頭観世音、庚申塔、湯殿山、象頭山、万年堂等の多種多様な石仏があり、古道の通行が盛んであったことを証明している。

## 現在の自動車用道路
自動車が通る現在の道路は、明治以降に開削された。開削された時期については、明治18年、明治30年、昭和5年と郷土史家によって記述が異なっている。明治以降も何回か凶作があり、そのたびに窮民対策として道路改良工事が行われているところを見ると、新道は何回もの工事でようやく完成したものとも考えられる。複数の郷土誌に「昭和9年には楯岡と銀山温泉間の定期バスが運行された」との記述もある。
　峠と村山市中沢に近い尾根のつづら折れの場所で、遠くに朝日連峰、葉山を眺め、眼下には最上川が流れる村山平野の大きな水田地帯が広がる。道路のすぐ下には、村山市中沢の棚田と山里が美しい。